# Exocelina australis
Exocelina australis är en skalbaggsart som först beskrevs av Clark 1863.  Exocelina australis ingår i släktet Exocelina och familjen dykare. Inga underarter finns listade i Catalogue of Life.